# Чиркина, Елена Самсоновна
Елена Самсоновна Чиркина (27 мая 1916 года — 5 марта 1992 года) — передовик советской пищевой промышленности, бригадир рабочих Дзёмгинского хлебокомбината Министерства пищевой промышленности РСФСР, Хабаровский край, Герой Социалистического Труда (1971).

## Биография
Родилась в 1916 году в селе Исаклы Самарской области в русской крестьянской семье.
Трудиться начала с 1932 года, когда устроилась на работу на чайную фабрику в Самарканде. Затем перешла работать на швейную фабрику в этом же городе.
В начале Великой Отечественной войны по мобилизации Елена была направлена на работы в город Комсомольск-на-Амуре на бетонный завод. С 1943 года трудилась на Дзёмгинском хлебокомбинате. Поочередно кочегаром, грузчиком, мастером печи. С 1949 года являлась бригадиром по выпечке хлеба.
По итогам седьмой пятилетки награждена Орденом Трудового Красного Знамени.
Указом Президиума Верховного Совета СССР от 26 апреля 1971 года (закрытым) за получение высоких результатов в производстве Елене Самсоновне Чиркиной было присвоено звание Героя Социалистического Труда с вручением ордена Ленина и медали «Серп и Молот».
Проживала в городе Комсомольск-на-Амуре. Умерла 5 марта 1992 года.

## Награды
За трудовые успехи была удостоена:
- золотая звезда «Серп и Молот» (26.04.1971)
- орден Ленина (26.04.1971)
- Орден Трудового Красного Знамени (21.07.1966).